# Forfatningsrådet (Frankrig)
Forfatningsrådet (fransk: Conseil constitutionnel) er et domstolslignende råd i Frankrig. Rådet er indført af den Femte franske republik's forfatning fra 1958, og det blev oprettet i 1959.
Forfatningsrådet består fortrinsvist af ældre erfarne politikere eller jurister, der giver råd i politiske spørgsmål. For at sikre en partipolitisk neutralitet melder rådets medlemmer sig ofte ud af deres tidligere partier.
Forfatningsrådet har ni medlemmer, der udpeges for ni år. En tredje del af medlemmerne kan udskiftes hver tredje år. Republikkens præsident udpeger tre medlemmer. Nationalforsamlingens formand udpeger tre medlemmer. Senatets formand udpeger tre medlemmer.
Tidligere præsidenter kan indtræde i rådet uden udnævnelse, men det det er ikke alle levende fhv. præsidenter, der tager mod tilbuddet.

## Udpegede medlemmer

### Udpegede af præsidenten
- Laurent Fabius, 74 år, tidligere socialistisk premierminister, formand for forfatningsrådet, (udpeget for 2016–2025).
- En tidligere landsdommer (Cour d'appel de Rouen), 71 år, (udpeget for 2013–2022).
- En tidligere radikal minister, 73 år, (udpeget for 2019–2028).

### Udpegede af formanden for Nationalforsamlingen
- Alain Juppé, 74 år, tidligere gaullistisk premierminister, (udpeget for 2019–2028).
- En tidligere socialistisk minister og senator, 74 år, (indtrådt ved et dødsfald i 2010, genudpeget for 2013–2022).
- En tidligere generalsekretær for Nationalforsamlingen, 68 år, (udpeget for 2016–2025).

### Udpegede af formanden for Senatet
- En tidligere landsdommer (Cour d'appel de Douai), 62 år, (indtrådt da et medlem blev justitsminister, udpeget for 2017–2022).
- En tidligere senator og borgmester, 70 år, (udpeget for 2019–2028).
- En tidligere leder af statsrådets administration, 73 år, (udpeget for 2016–2025).

48°51′48″N 2°20′13″Ø / 48.8633°N 2.3369°Ø